# Státní věznice Horsens
Státní věznice Horsens (dánsky Horsens Statsfængsel), dříve nazývaná Nápravný ústav Horsens (dánsky Horsens Straffeanstalt), je bývalá věznice v dánském městě Horsens. V současné době slouží jako muzeum zločinu a vězenství pod názvem Vězeňské muzeum Horsens (dánsky Fængselsmuseet), jako konferenční a obchodní místo a místo pro pořádání koncertů. Hrály zde například kapely Metallica nebo Rammstein. Po svém rozšíření v roce 2016 je to největší vězeňské muzeum na světě. Získalo cenu InAVation za rok 2015 jako nejlepší atrakce pro návštěvníky a cenu Museums + Heritage award jako nejlepší zahraniční (nebritské) muzeum.
Věznice byla uvedena do provozu v roce 1853 a uzavřena byla v roce 2006, kdy byli poslední vězni přemístěni do státní věznice Východního Jutska v Enner Marku, ležícím západně od Horsens. Věznice byla při výstavbě určena pro vězně ve výkonu dlouholetého trestu odnětí svobody. Vězni trávili noci ve svých celách, přes den pracovali v "dílnách" a večer se mohli volně pohybovat po oddělení.
Mezi slavné vězně patřil Carl August Lorentzen, který v roce 1949 utekl dvacetimetrovým tunelem, který vykopal lžící, politik Peter Adler Alberti, který se v roce 1908 proslavil díky skandálu se zpronevěrou, Jens Nielsen, který byl v roce 1892 popraven a stal se tak posledním člověkem v Dánsku, popraveným v době míru a německý nacista Werner Best, který během německé okupace za druhé světové války spravoval Dánsko. Artefakty týkající se Lorentzenova útěku, Albertiho a Bestova uvěznění a sekera použitá při Nielsenově popravě jsou mezi vystavenými předměty v muzeu.

## Historie
Poté co byl v roce 1842 rozpuštěn Šlesvický kyrysový pluk, město Horsens ztratilo svůj status posádkového města. To vedlo k hromadnému propouštění a jako kompenzaci za zrušená kasárna, požádala městská rada vládu, aby byla ve městě zřízena plánovaná jutská věznice. Stavba započala v roce 1847 a do provozu byla uvedena v roce 1853. Až do roku 1857 se o chod věznice starali vojáci z Fredericie, až poté získala věznice vlastní dozorce. Přibližně od roku 1860 do roku 1916 měla státní věznice smlouvu s textilní společností Crome & Goldschmidt, která mohla ve svém závodě využívat práci vězňů. V souvislosti s novým trestním zákoníkem z roku 1930, přestala existovat nápravná zařízení, která se stala vězeními, a tak se změnil i název z Nápravného ústavu Horsens na Státní věznici Horsens.

### Poslední poprava stětím v Dánsku
Poslední poprava stětím byla v Dánsku vykonána v roce 1892. Tato poprava byla vykonána ve věznici v Horsens a byla poslední popravou vykonanou v Dánsku za zločiny spáchané v době míru. Popraveným byl Jens Nielsen. Poprava byla vykonána na dvoře věznice. V sedmi letech se Nielsen dostal do chudobince, a než dovršil deseti let, skončil v polepšovně kvůli drobné krádeži. Svůj první trest 25 ran za krádež dostal ve svých patnácti letech. Když v roce 1879 založil dva vážné požáry, byl odsouzen na dva roky v polepšovně. Poté mohl odjet do Kanady, ale později se vrátil do Dánska. Za krádež a zapálení pěti statků byl odsouzen k šestnácti letům vězení. Jens Nielsen choval nenávist k úřadům a jeho jediným přáním bylo být popraven. Ve věznici v Horsens třikrát napadl vězeňské dozorce, aby mohl být potrestán. Poprvé byl odsouzen k dvojímu trestu smrti, ale rozsudek byl změněn na trest odnětí svobody na doživotí. Potřetí byl odsouzen k trestu smrti, který byl vykonán 8. listopadu 1892.

### Útěk Carla Augusta Lorentzena
Carl August Lorentzen utekl z vězení v roce 1949. Podařilo se mu vykopat tunel, kterým se dostal na svobodu. Zpráva, kterou zanechal, byla jasná: "Kde je vůle, tam je i cesta". Práce na tunelu byla obrovská dřina. Trvalo mu jedenáct měsíců, než tunel vykopal. Během dne plnil povinnosti vězně, v noci hloubil cestu přes zdi, základy budovy a 18 metrů písčité půdy, přes tmu a nedostatek kyslíku. Když se za ním tunel zřítil, vyhrabal se na svobodu a k vyztužení použil 600 prken a několik set cihel. Dne 22. prosince 1949 se Lorentzen proplížil tunelem naposledy, vlezl do inspektorova sklepa na brambory a utekl.
Ráno po jeho útěku objevil dozorce v jeho cele prázdnou postel. Okamžitě byla informována policie ve všech velkých dánských městech. Ve zpravodajském vysílání Radioavisen byl uveden Lorentzenův popis, od velikosti nosu po jeho tetování. V té době Lorentzen ležel na seníku v Ølstedu, nedaleko Horsens. Po sedmi dnech a několika drobných krádeží, kterých se dopustil na statku, si na něho počíhal majitel statku s dvěma pomocníky a Lorentzen byl dopaden. Byl nemocný a zesláblý a tak byl převezen do věznice na oddělení pro nemocné. Poté mu byl udělen kázeňský trest.